# Gerontoformica
Sphecomyrmodes
Genre
Synonymes
- †Sphecomyrmodes Engel & Grimaldi (d) 2005

Gerontoformica est un genre fossile de fourmis du groupe-souche. Le genre contient treize espèces connues, décrites entre 2004 et 2016 à partir de fossiles du Crétacé supérieur trouvés en Europe et en Asie. Certaines de ces espèces ont auparavant été placées dans le genre synonyme Sphecomyrmodes.

## Liste des espèces
Selon Paleobiology Database (5 septembre 2023) :
- †Gerontoformica contega Barden & Grimaldi, 2014
- †Gerontoformica cretacica Nel & Perrault, 2004 - espèce type
- †Gerontoformica gracilis Barden & Grimaldi, 2014
- †Gerontoformica magna Barden & Grimaldi, 2014
- †Gerontoformica occidentalis (Perrichot et al., 2007)
- †Gerontoformica orientalis (Engel & Grimaldi, 2005)
- †Gerontoformica pilosa (Barden & Grimaldi, 2014)
- †Gerontoformica robusta (Barden & Grimaldi, 2014)
- †Gerontoformica rugosa (Barden & Grimaldi, 2014)
- †Gerontoformica spiralis (Barden & Grimaldi, 2014)
- †Gerontoformica sternorhabda Boudinot et al., 2022
- †Gerontoformica subcuspis (Barden & Grimaldi, 2014)
- †Gerontoformica tendir (Barden & Grimaldi, 2014)

## Classification
Le genre Gerontoformica a été créé en 2004 par André Nel et Gérard H. Perrault (d) dans une publication coécrite avec Vincent Perrichot (d) et Didier Néraudeau (d) et avec comme espèce type Gerontoformica cretacica.

### Synonyme
Ce genre Gerontoformica a un synonyme †Sphecomyrmodes Engel & Grimaldi (d) 2005.

### Étymologie
Le nom générique, Gerontoformica, dérive du grec ancien γέρων, gérôn, « vieillard ; vieillesse », et fait référence à l'ancienneté de ces espèces.

### Publication originale
- [2004] (en) André Nel, Gérard H. Perrault (d), Vincent Perrichot (d) et Didier Néraudeau (d), « The oldest ant in the lower cretaceous amber of Charente-maritime (SW France) (Insecta: Hymenoptera: Formicidae) », Geologica Acta (en), vol. 2, no 1,‎ 2004, p. 23-29 (lire en ligne). .